# Sylvano Comvalius
Sylvano Dominique Comvalius (* 10. August 1987 in Amsterdam) ist ein ehemaliger niederländischer Fußballspieler und heutiger Trainer.

## Karriere
Sylvano Comvalius begann seine Profikarriere im Jahr 2007 in seinem Geburtsland beim FC Omniworld und später ging er zu den Quick Boys. Die Saison 2008/09 verbrachte er beim maltesischen Verein Ħamrun Spartans. In der nächsten Saison stand er beim FC Birkirkara unter Vertrag. Im Jahre 2010 wechselte er nach Schottland zu Stirling Albion, 2011 nach Katar zu Al Salmiya Club und im Sommer zum kasachischen Erstligisten FK Atyrau. In der Spielzeit 2012/13 folgte dann ein kurzes Gastspiel bei Fujian Smart Hero in China. Zur Saison 2013/14 schloss Comvalius sich dem deutschen Regionalligisten Eintracht Trier an und erzielte dort 13 Tore in 34 Spielen. Am 6. Juni 2014 wechselte er in die 3. Liga zu Dynamo Dresden. Nach 31 Spielen bei Dynamo – zuletzt zumeist nur als Wechselspieler – schloss sich Comvalius zur Saison 2015/16 dem Regionalligisten KSV Hessen Kassel an. Er wechselte ablösefrei. Zu Beginn der Saison 2016/17 wechselte er zum ukrainischen Verein FK Stal und im März 2017 weiter nach Indonesien zu Bali United. Hier wurde er auf Anhieb Vizemeister und Torschützenkönig der Liga mit insgesamt 37 Saisontoren in 34 Spielen. Zu Beginn des Jahres 2018 wechselte er weiter nach Thailand zu Suphanburi FC. Doch nach einer enttäuschenden Saison mit nur sieben Einsätzen schloss er sich dem malaysischen Erstligisten Kuala Lumpur FA an. Im April 2019 verließ er den Verein und wechselte nach Indonesien. Hier unterzeichnete er einen Vertrag beim Erstligisten Arema Malang. Mit dem Klub aus Malang spielte er in der ersten Liga des Landes, der Liga 1. Anfang 2020 wurde er vom Ligakonkurrenten Persipura Jayapura aus Jayapura ausgeliehen und ab dem folgenden September stand er bei den Sliema Wanderers auf Malta unter Vertrag. Für die Wanderers absolvierte er zehn Spiele. Im Februar 2021 zog es ihn nach Singapur. Hier unterschrieb er einen Vertrag bei Geylang International. Von dort kehrte er Mitte des Jahres noch einmal zurück in seine Heimat zum Drittligisten Quick Boys und beendete dann im Februar 2022 seine aktive Karriere. Seitdem arbeitet Comvalius als Trainer im Jugendbereich von AZ Alkmaar, momentan als Co-Trainer der U-19 des Vereins.

## Erfolge
- Maltesischer Meister: 2010
- Rheinlandpokalsieger: 2014
- Indonesischer Torschützenkönig: 2017